# Slaapkamer

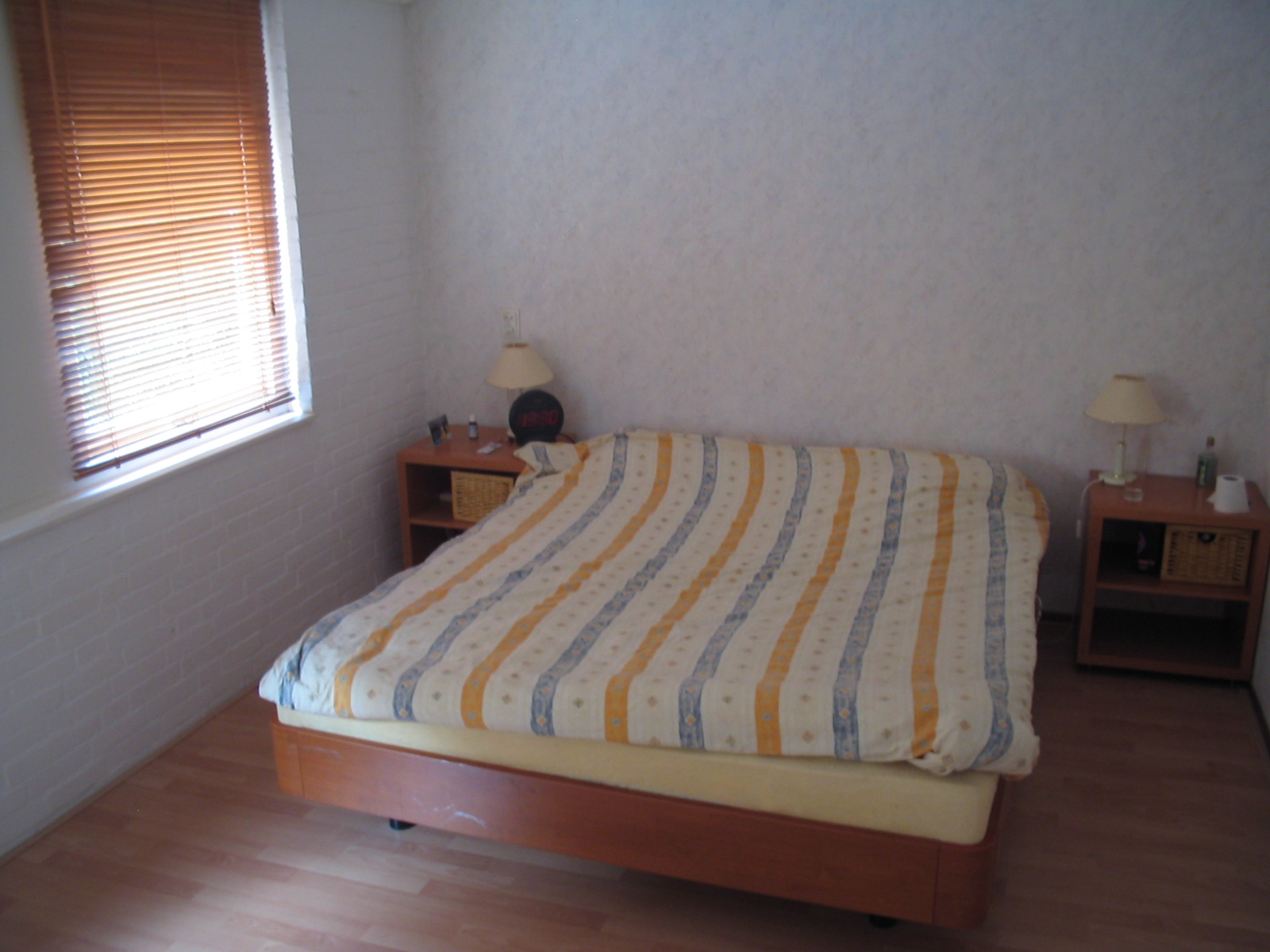
Een hedendaagse slaapkamer

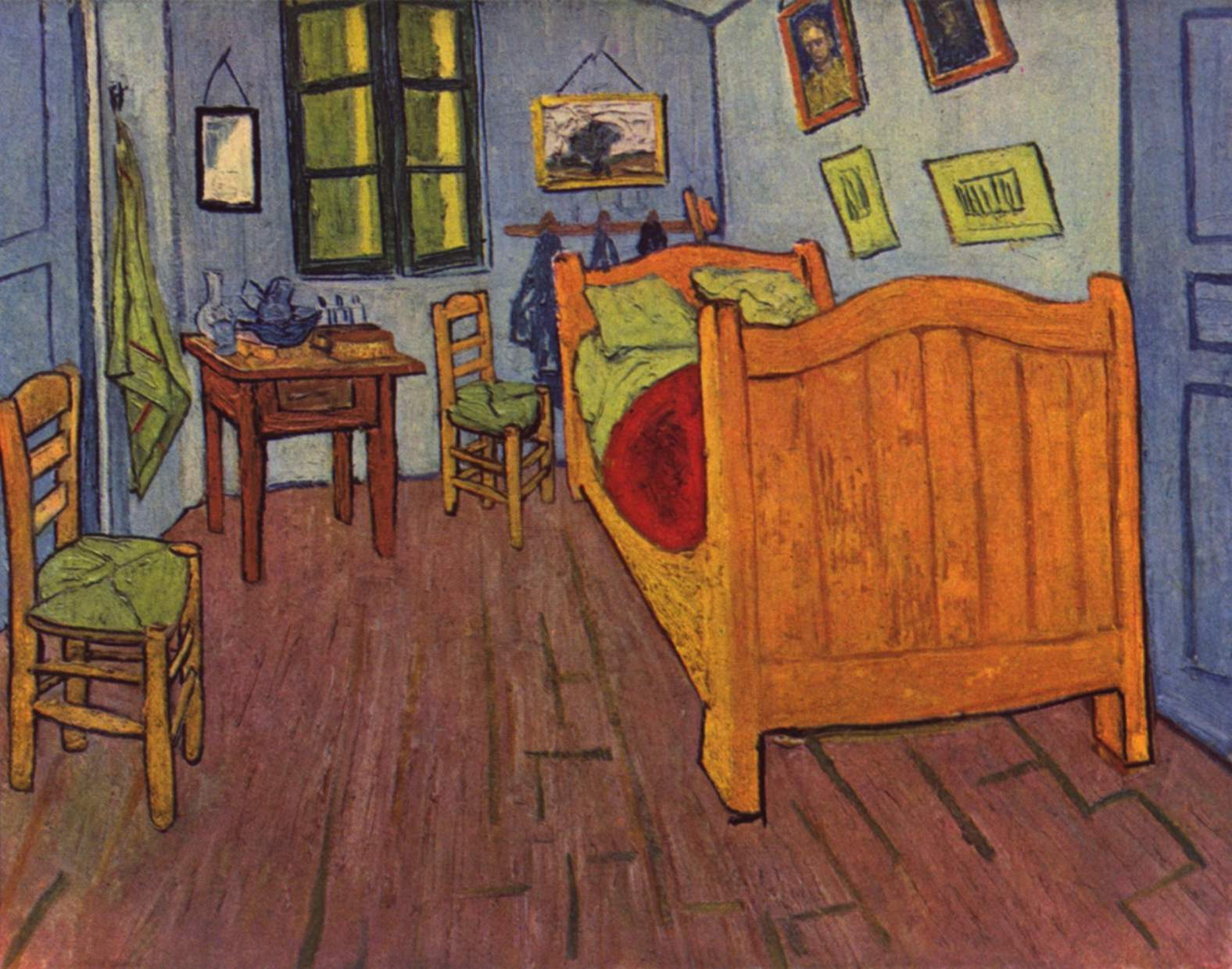
Slaapkamer van Vincent van Gogh in Arles, oktober 1888

Een slaapkamer is een ruimte in een woning waarin men kan slapen. In een slaapkamer staat meestal een bed, een nachtkastje, een wekker en een kast voor kleding.
Vroeger hadden mensen geen slaapkamers, maar sliepen in een bedstee die direct naast de woonkamer gelegen was. 
In de meeste huizen met meer dan één woonlaag is de slaapkamer doorgaans niet op de begane grond gesitueerd, maar op de eerste etage. In een bungalow zijn alle vertrekken op hetzelfde niveau.
Soms wordt met een 'slaapkamer' ook wel verwezen naar de meubels in een slaapkamer in plaats van de ruimte zelf.

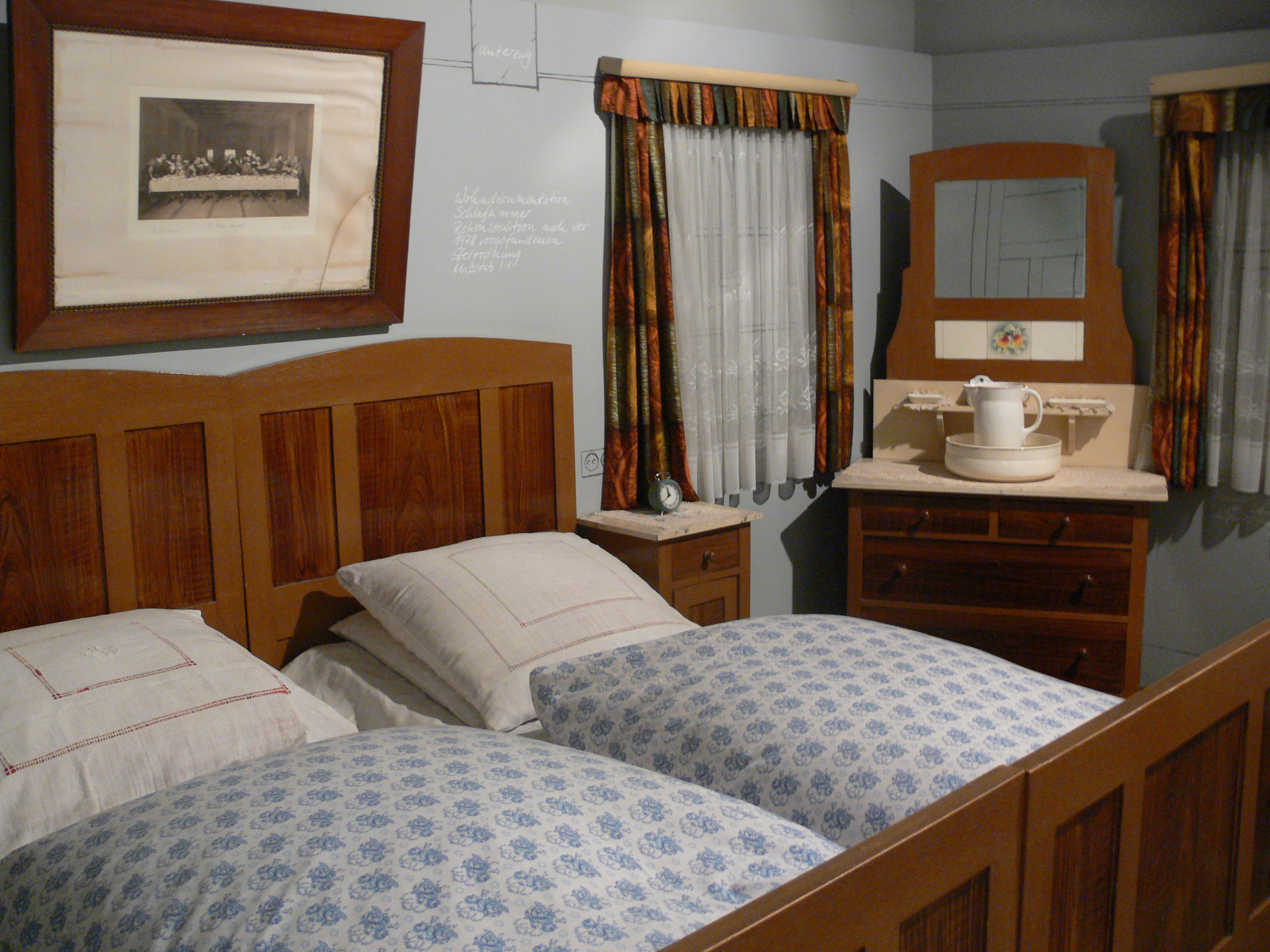
Inrichting van een slaapkamer, jaren 1920-1950
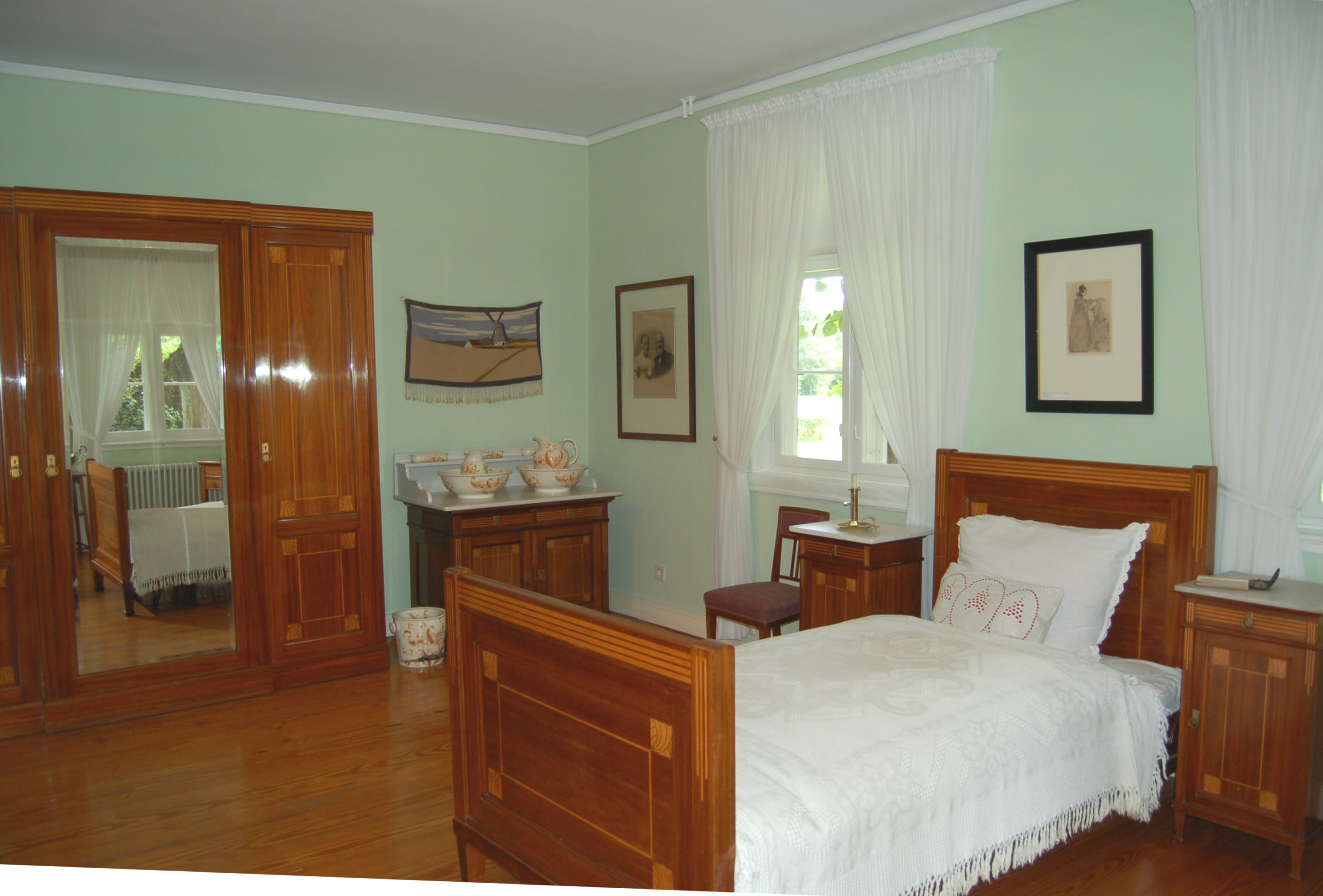
Inrichting van een slaapkamer, rond 1910